# Dichonia
Dichonia is een geslacht van vlinders uit de familie van de Uilen (Noctuidae) en de onderfamilie Cuculliinae.

## Soorten
- Dichonia aeruginea (Hübner, 1808)
- Dichonia aprilina Linnaeus, 1758
- Dichonia convergens (Denis & Schiffermüller, 1775)
- Dichonia pinkeri Kobes, 1973